# Черноплодная рябина
Чернопло́дная ряби́на, Черноплодка Мичурина, Аро́ния Мичу́рина, или Сорбаро́ния Мичу́рина (лат. Sorbaronia × fallax) — плодовый кустарник, гибридогенный вид рода Сорбарония семейства Розовые, полученный от скрещивания рябины обыкновенной (Sorbus aucuparia) и аронии черноплодной (Aronia melanocarpa).
Следует отличать данный вид от североамериканской аронии черноплодной (Aronia melanocarpa), с которой её нередко путают из-за названия, происхождения и частичного внешнего сходства. В России широко используется в озеленении и в качестве плодового растения именно черноплодная рябина, а не арония черноплодная.

## Название
Родовое научное именование Sorbaronia образовано слиянием названий родительских растений sorbus (рябина) + aronia (арония). Русскоязычное название Сорбарония является транскрипцией латинского.
Видовой эпитет fallax имеет значение «ошибочный, ложный, обманчивый». В русскоязычной ботанической литературе перевод латинского названия Сорбарония обманчивая не встречается, вместо этого чаще всего используется Арония Мичурина или Сорбарония Мичурина по устаревшим синонимам лат. Aronia mitschurinii и лат. Sorbaronia mitschurinii.
Российский и советский биолог и селекционер Иван Владимирович Мичурин был автором гибрида и упоминал его именно как Черноплодная рябина, указывая в своих работах «Мною введено несколько улучшенных видов плодовых растений, в числе которых… Черноплодная рябина»". Название в честь самого ученого было предложено в 1982 г. А. К. Скворцовым и Ю. К. Майтулиной .

## Ботаническое описание
Кустарник до 2 (3) м высотой с серой корой.
Листья широкоэллиптические или обратнояйцевидные, тёмно-зелёные, блестящие, с острой верхушкой, по краю пильчатые или мелкозубчатые, сверху по средней жилке с темно-красными сосочковидными железками. Черешки 4—10 мм длиной.
Цветки белые, около 12 мм в диаметре, собраны в щитковидные соцветия с густоволосистыми веточками.
Плоды (яблоки) шарообразные, чёрные или чёрно-пурпуровые, матовые, сочные, 6—12 мм в диаметре, обычно с восемью семенами.
Тетраплоид, 2n=68.
Цветение с конца мая до середины июня, плодоношение в сентябре.

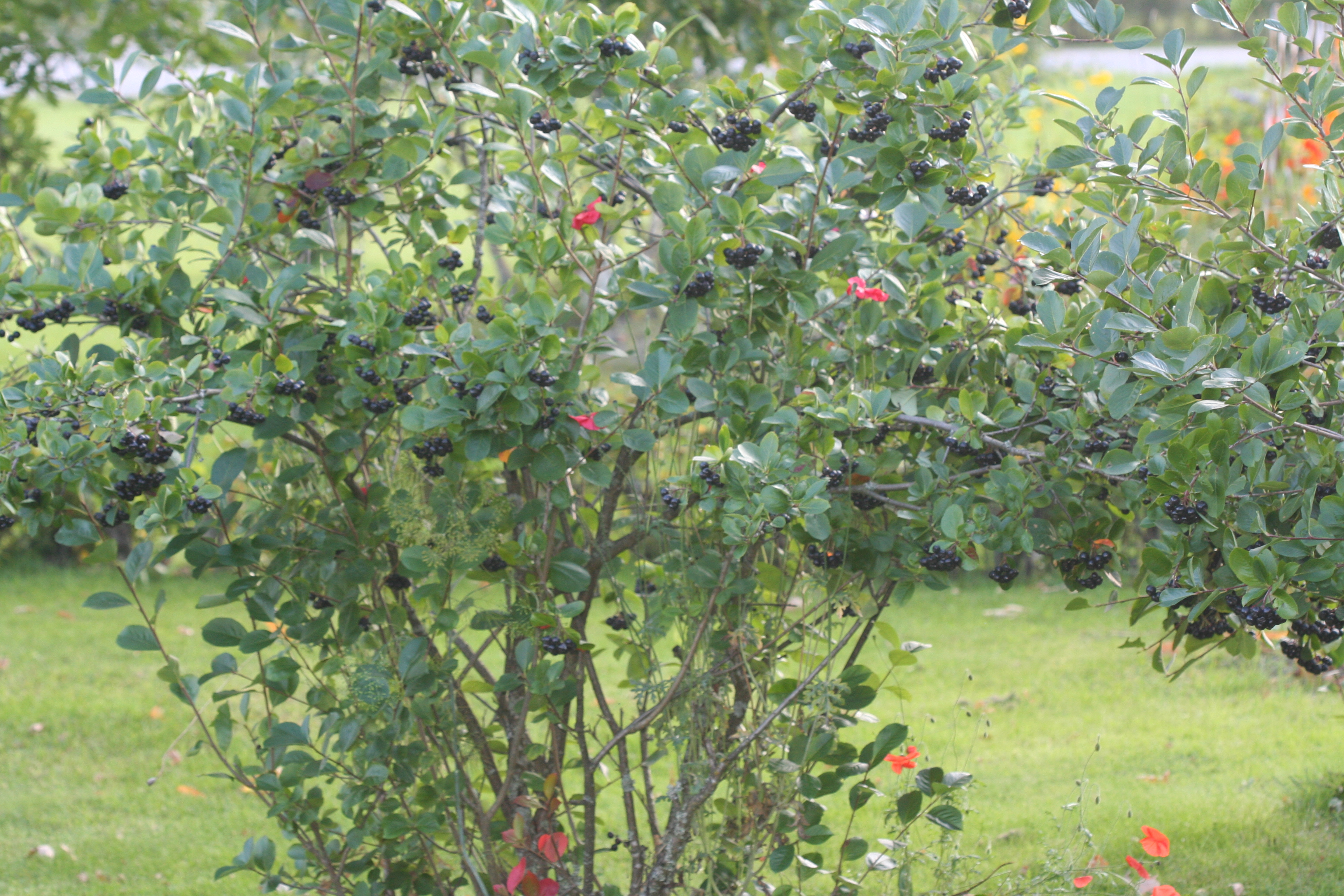
Внешний вид аронии Мичурина
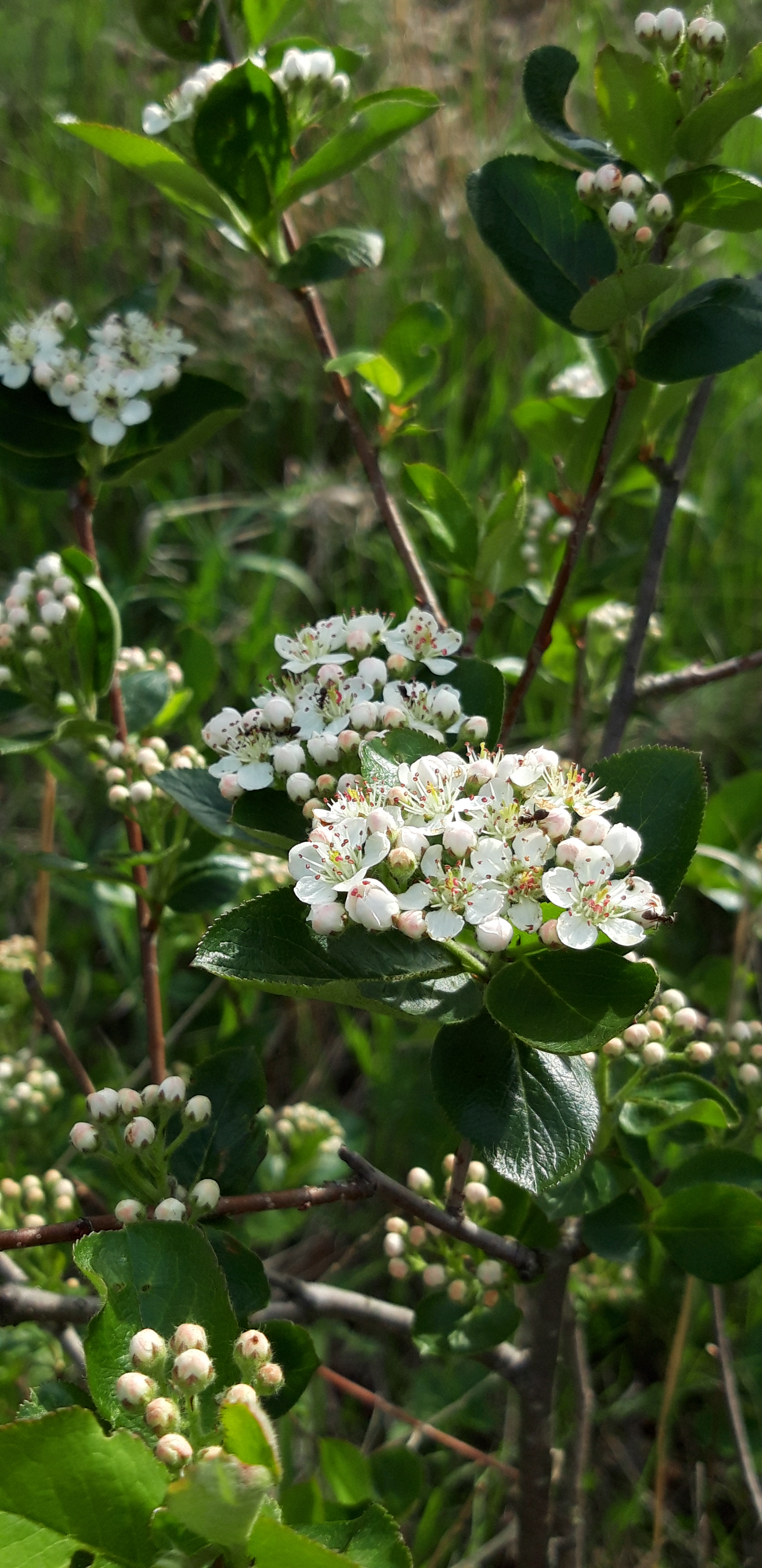
Цветы
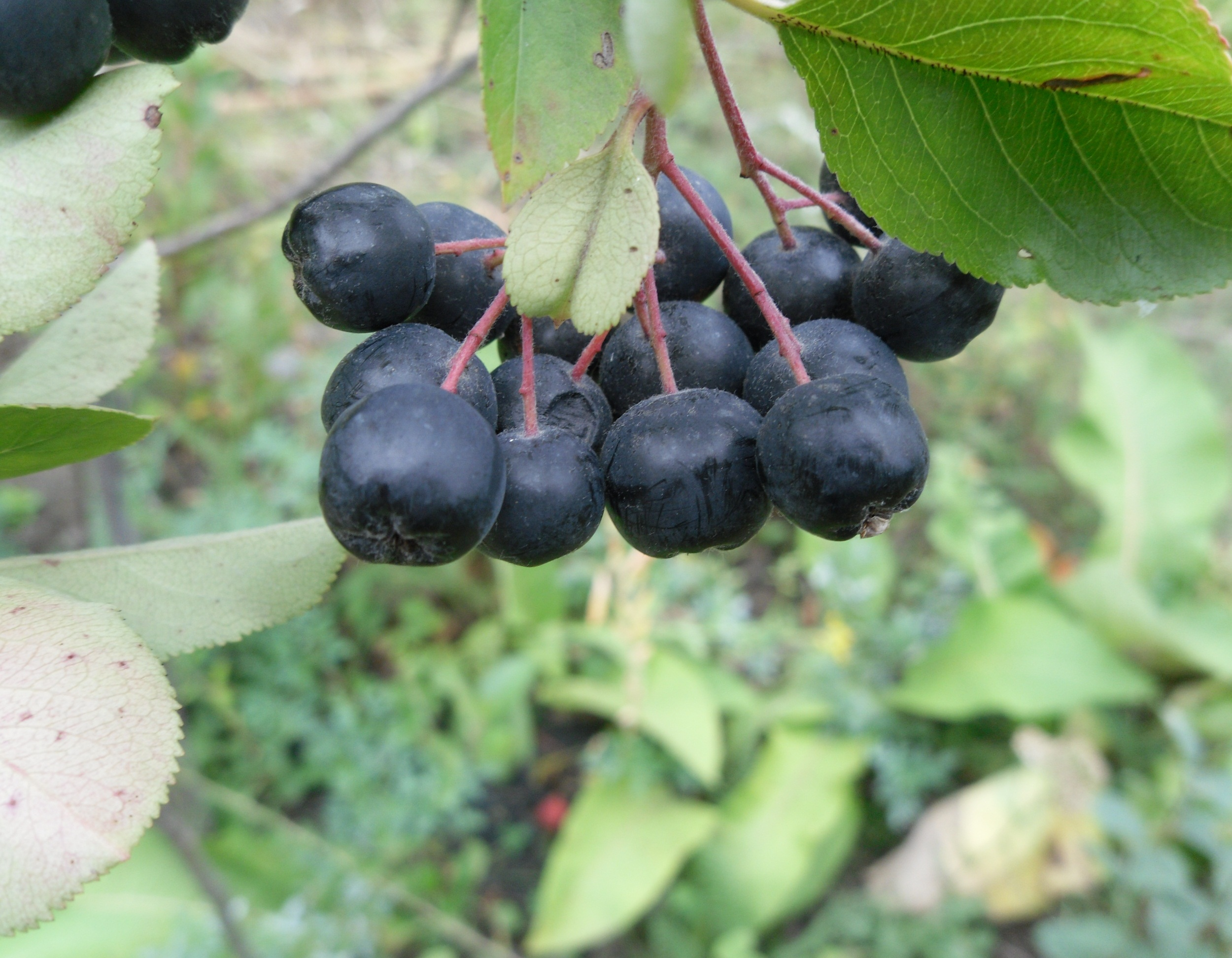
Плоды

### Отличия от аронии черноплодной
Черноплодную рябину нередко ошибочно отождествляют с аронией черноплодной, естественно произрастающей в Северной Америке, несмотря на существенные внешние отличия. Так, например, в определителях аборигенных и адвентивных растений в качестве единственного адвентивного в России вида аронии может указываться как «арония Мичурина», так и «арония черноплодная», хотя очевидно, что речь идёт об одном и том же растении. В действительности, в России выращивается и дичает именно черноплодная рябина. Причисление её к аронии черноплодной ошибочно, поскольку она имеет гибридогенное происхождение (см. раздел Классификация) и значительные генетические отличия. Внешние отличия двух видов также существенны и перечислены в таблице ниже. Проще всего черноплодную рябину отличить по гораздо более крупным кустам (до 3 метров вместо 1) и многочисленным цветкам и плодам в соцветии/соплодии (до 35 вместо 4-6 у аронии). Кроме этого, биохимически она тоже ближе к рябине, потому что используется в качестве любительского подвоя для груши наряду с рябиной, в отличие от аронии.
Сравнительная характеристика аронии черноплодной и аронии Мичурина
| Признак                                           | Арония черноплодная        | Арония Мичурина                  |
| ------------------------------------------------- | -------------------------- | -------------------------------- |
| Высота куста, м                                   | 0,5—1                      | 1—3                              |
| Длина листовой пластинки, см                      | 1,9—5,9                    | 4,2—5,6                          |
| Ширина листовой пластинки, см                     | 1,0—2,1                    | 2,4—3,4                          |
| Форма листовой пластинки                          | от овальной до ланцетной   | эллиптическая, обратнояйцевидная |
| Соотношение длины к ширине листовой пластинки     | 1,9—3,1                    | 1,5—1,8                          |
| Число цветков в соцветии, шт.                     | 4—6                        | 12—35                            |
| Диаметр венчика, см                               | 0,4—0,6                    | ~1,2                             |
| Форма плода                                       | от овальной до грушевидной | шаровидная, слегка сплюснутая    |
| Поверхность плода                                 | блестящая                  | матовая                          |
| Размер и масса плода, г                           | мелкий: 0,38—0,84          | средний: 1,15—1,25               |
| Вкус и сочность плода                             | малосъедобный, суховатый   | съедобный, сочный, кисло-сладкий |
| Вариабельность признаков листьев, цветков, плодов | высокая                    | отсутствует                      |
| Плоидность                                        | диплоид (2n=34)            | тетраплоид (2n=68)               |
| Размножение                                       | амфимиктное                | апомиктное                       |
| Холодостойкость по А. Редеру                      | умеренная (IV зона)        | высокая (II зона)                |

## Распространение и экология
Культивируется в садах и парках Центральной и Восточной Европы, Скандинавии, Северного Кавказа, Западной и Восточной Сибири, Дальнего Востока в качестве плодового и декоративного растения, часто дичает, встречаясь в лесах, на лесных полянах и опушках, среди кустарников.

### Интродукция
Вид искусственно выведен в 90-х годах XIX века в питомнике И. В. Мичурина около города Козлова Тамбовской губернии. В 1935 году М.А. Лисавенко привез черенки этого вида из Мичуринска на опытную станцию в Горно-Алтайске. Они благополучно перенесли зиму под снеговым укрытием и положили начало крупным посадкам новой ягодной культуры в Сибири. Здесь учёные провели большую работу как по пропаганде этого растения, так и по широкому внедрению в промышленное производство страны. В 1940-1950-х годах Алтайская опытная станция начала высылать семена и саженцы этого кустарника в разные районы России. К 1960-1970 годам черноплодную рябину распространили в Прибалтику, Белоруссию, Украину, Молдавию и на  Кавказ. В настоящее время вид достаточно стабилизировался благодаря вегетативному размножению.

## Хозяйственное значение и использование
Плодово-ягодная, лекарственная и медоносная культура. Используется в озеленении в живых изгородях и миксбордерах.

## Классификация
Помимо утверждения И.В.Мичурина о том, что гибрид был получен от скрещивания аронии и рябины, ранее выдвигалось предположение, что вид мог происходить от гибридизации аронии черноплодной (Aronia melanocarpa) и, возможно, аронии сливолистной (Aronia ×prunifolia), однако дальнейшего подтверждения эта теория не нашла.
|  |                                                   |  |  |  |  |  |  |  |  |  |  |  |  |  |  |  |
|  | Aronia melanocarpa (Michx.) Elliott 2n=34         |  |  |  |  |  |  |  |  |  |  |  |  |  |  |  |
|  |                                                   |  |  |  |  |  |  |  |  |  |  |  |  |  |  |  |
|  |                                                   |  |  |  |  |  |  |  |  |  |  |  |  |  |  |  |
|  | Aronia mitschurinii A.K.Skvortsov & Maitul. 2n=68 |  |  |  |  |  |  |  |  |  |  |  |  |  |  |  |
|  |                                                   |  |  |  |  |  |  |  |  |  |  |  |  |  |  |  |
|  |                                                   |  |  |  |  |  |  |  |  |  |  |  |  |  |  |  |
|  | Aronia arbutifolia (L.) Pers. 2n=34               |  |  |  |  |  |  |  |  |  |  |  |  |  |  |  |
|  |                                                   |  |  |  |  |  |  |  |  |  |  |  |  |  |  |  |
|  |                                                   |  |  |  |  |  |  |  |  |  |  |  |  |  |  |  |
|  | ? Aronia ×prunifolia (Marshall) Rehder 2n=34      |  |  |  |  |  |  |  |  |  |  |  |  |  |  |  |
|  |                                                   |  |  |  |  |  |  |  |  |  |  |  |  |  |  |  |
|  |                                                   |  |  |  |  |  |  |  |  |  |  |  |  |  |  |  |
|  | Aronia melanocarpa (Michx.) Elliott 2n=34         |  |  |  |  |  |  |  |  |  |  |  |  |  |  |  |
|  |                                                   |  |  |  |  |  |  |  |  |  |  |  |  |  |  |  |
|  |                                                   |  |  |  |  |  |  |  |  |  |  |  |  |  |  |  |

Более современный подход, основанный как на существенных внешних различиях (например, отсутствие рассечённости листьев, свойственной рябине обыкновенной (Sorbus aucuparia) — одному из родителей сорбаронии), так и на филогенетических исследованиях, предполагает разделение на два таксона:
- Сорбарония обманчивая (×Sorbaronia fallax) - простой межродовой гибрид F1 от скрещивания аронии черноплодной (Aronia melanocarpa) и рябины обыкновенной (Sorbus aucuparia)[15]
- Арония Мичурина (Aronia mitschurinii) - сложный гибрид, беккросс, полученный от повторного скрещивания сорбаронии обманчивой с одним из природных видов аронии с черноокрашенными плодами (арония черноплодная, либо с небольшой вероятностью, арония сливолистная) и имеющий превалирование признаков, характерных для аронии, над признаками рябины[16].

Наиболее авторитетными современными источниками, такими как база данных по таксонам растений Королевских ботанических садов Кью (POWO) и база данных проекта ООН Мировая флора онлайн (WFOPL), подобный подход по состоянию на середину 2024 года не поддерживается, в них предполагается синонимичность таксонов с приоритетом у Сорбаронии обманчивой.

### Таксономическое положение
- Sorbaronia fallax (C.K.Schneid.) C.K.Schneid., 1906, Repert. Spec. Nov. Regni Veg. 3: 134

Вид Черноплодная рябина включается в род Сорбарония (Sorbaronia) семейства Розовые (Rosaceae) порядка Розоцветные (Rosales), последовательно входящего в более крупные клады Фабиды → Розиды → Суперрозиды → Эвдикоты → Цветковые растения. Таксономическая схема в соответствии с Системой APG IV по состоянию на июнь 2024 года:
|  |                          |  |                                   |                                   |                   |  | еще 8 семейств | еще 8 семейств |                         |  |  |  | еще 6 подтвержденных видов и 8 видов, ожидающих подтверждения |
|  |                          |  |                                   |                                   |                   |  | еще 8 семейств | еще 8 семейств |                         |  |  |  | еще 6 подтвержденных видов и 8 видов, ожидающих подтверждения |
|  |                          |  |                                   | порядок Розоцветные               |                   |  |                |                | род Сорбарония          |  |  |  |                                                               |
|  |                          |  |                                   | порядок Розоцветные               |                   |  |                |                | род Сорбарония          |  |  |  |                                                               |
|  | клада Цветковые растения |  |                                   |                                   | семейство Розовые |  |                |                | вид Черноплодная рябина |  |  |  |                                                               |
|  | клада Цветковые растения |  |                                   |                                   | семейство Розовые |  |                |                |                         |  |  |  |                                                               |
|  |                          |  | ещё 63 порядка цветковых растений | ещё 63 порядка цветковых растений |                   |  |                | еще 116 родов  | еще 116 родов           |  |  |  |                                                               |
|  |                          |  |                                   | ещё 63 порядка цветковых растений |                   |  |                |                | еще 116 родов           |  |  |  |                                                               |